# まらそん侍
『まらそん侍』（まらそんざむらい）は、1956年に公開された森一生監督の日本映画。
1855年（安政2年）に安中藩主板倉勝明が藩士に鍛錬のために行わせた「安政遠足」を題材の下敷きとしている。「安政遠足」は1955年に関連古文書が発見されたことでその存在が知られ、「日本最初のマラソン」として当時大きなニュースになった:80。これを受けて1955年11月に劇作家伊馬春部の原作による放送劇（ラジオドラマ）『安政奇聞まらそん侍』がNHKで放送された（1956年に伊馬の手で『まらそん侍』の題で小説版が刊行されている）。この放送劇を八木隆一郎が脚色し、映画化したのが本作である。
藩校に通う若侍たちが、名誉と恋の行方をかけて「遠足の儀」で競う物語で、これに藩の秘宝を盗み出して逃亡を図る盗賊や、若侍たちを妨害しようとする悪漢・悪家老の陰謀もからむ、娯楽作品である。

## スタッフ
以下のスタッフ名等は特に記載がない限りKINENOTEに従った。
- 監督 - 森一生
- 脚色 - 八木隆一郎
- 原作 - 伊馬春部 放送劇（ラジオドラマ）『安政奇聞まらそん侍』[4]:80
- 製作 - 酒井箴
- 撮影 - 本多省三
- 音楽 - 鈴木静一

## キャスト
以下の出演者名と役名は特に記載がない限りKINENOTEに従った。
- 勝新太郎 - 海保数馬
- 瑳峨三智子 - 千鶴
- 三田登喜子 - お糸
- 夏目俊二 - 秋庭幾之助
- トニー谷 - 熊坂の丹九郎
- 益田キートン - のろまの勘六
- 大泉滉 - 本多市之丞
- 旭輝子 - 白雲のお紺
- 清川玉枝 - 伊予守奥方玉木
- 千葉登四男[3] - 小板橋五郎次
- 真風圭子 - 雪江
- 小川虎之助 - 宇佐見監物
- 十朱久雄 - 板倉伊予守勝明
- 佐々木孝丸 - 山田三川
- 東良之助 - 本多将監
- 光岡龍三郎 - 猿谷佐次郎兵衛
- 大邦一公 - 政五郎
- 尾上栄五郎 - 久保方治平
- 水原浩一 - 高津摂津守
- 原聖四郎 - 吉田重兵衛
- 伊達三郎 - 角田与兵衛
- 横山文彦 - 三左衛門
- 藤川準 - 家臣
- 玉置一恵 - 虚無僧
- 堀北幸夫 - 駒吉
- 橘公子 - お槙
- 仲上小夜子 - お新
- 前田和子 - お仙
- 小松みどり - 数馬の母
- 金剛麗子 - 力餅茶屋の婆

## 同時上映
- 青龍の洞窟

## 映像ソフト
1985年9月25日に、本作を収録したVHSビデオソフトが発売された。